# Can Clarà (Amer)
Can Clarà és una casa d'Amer (Selva) inclosa a l'Inventari del Patrimoni Arquitectònic de Catalunya.

## Descripció
Edifici entre mitgeres de dues plantes i golfes i coberta de doble vessant a façana. Aquesta façana, de tres crugies, està arrebossada i pintada de color ocre rosat a excepció dels marcs de la majoria d'obertures, que són de pedra sorrenca.
La planta baixa presenta un sòcol arrebossat i pintat d'un color un xic més fort que el de la resta de la façana i tres obertures. Hi ha una porta emmarcada de grans carreus de pedra sorrenca i de llinda monolítica gravada amb la data de 1789 i dues finestres. Una d'elles només té de pedra els brancals i l'altra és una antiga finestra transformada en porta, però en desús.
El primer pis conté tres finestres amb balcó de bases monolítiques i decoració de ferro forjat a la part alta i baixa dels barrots. Tots els marcs d'aquestes obertures són de pedra, una de sorrenca i les altres dues de calcària, sense motllures. Una de les finestres, la central, conté a la llinda la llegenda gravada: JESUS, intercalada amb una creu.
El segon pis consta de tres finestres petites, dues de les quals estan emmarcades de pedra sorrenca, una d'elles amb l'ampit motllurat. El ràfec és format per dues fileres, una de rajola plana i l'altra de teula, abans d'arribar a la canalera metàl·lica.

## Història
Casa originaria del segle xviii amb reformes durant els segles XIX i XX.
La construcció original data de 1775, segons el registre del Cadastre. A la llinda de la porta principal de la planta baixa hi ha la data gravada de 1789, a més del nom de JOAN BRUGUERA DE SANT MARTÍ i una creu sobre una estructura geomètrica.